# Dryopteridoideae
Dryopteridoideae es una de las dos subfamilias de helechos de la familia Dryopteridaceae. (la otra subfamilia es Elaphoglossoideae.) Dryopteridoideae contiene 17 géneros.

## Géneros
- Acrophorus
- Acrorumohra
- Arachniodes
- Ctenitis
- Cyrtogonellum
- Cyrtomidictyum
- Cyrtomium
- Diacalpe
- Dryopolystichum
- Dryopsis
- Dryopteris
- Leptorumohra
- Lithostegia
- Peranema
- Phanerophlebia
- Polystichopsis
- Polystichum